# Ikaruga (datorspel)
Ikaruga (斑鳩) är ett vertikalscrollande shoot 'em up-spel utvecklat av Treasure. Spelet släpptes ursprungligen år 2001 som arkadspel. Året därpå släpptes en portning till Dreamcast i Japan och 2003 släpptes spelet i hela världen, då till GameCube. Senare släpptes även en version till Xbox Live Arcade. Spelet ses ofta som en andlig uppföljare till Radiant Silvergun. I början av spelet står det "Project RS2", vilket ofta tolkas som "Project Radiant Silvergun 2".

## Spelmekanik
Spelet går ut på att skjuta fienderna som finns i två olika färger, antingen svart/röd eller vit/blå. Även spelarens skepp kan vara i de två olika färgerna. Spelaren kan när som helst byta färg på sitt rymdskepp.
Det unika med spelet är att det endast är den motsatta färgen på skotten som kan döda spelaren. Till exempel om spelaren är vit så är det endast svarta skott som kan döda spelaren. Om spelaren blir träffad av skott med samma färg som sig själv så absorberas energin från skotten som sedan kan användas för att skjuta iväg målsökande skott på fienderna.

## Handling
Horai var en gång ett litet land, men efter att Tenro Horai grävt upp Ubusunagami Okinokai (Guds händer). Ett föremål med stora krafter som Horai använder för att erövra andra länder med. Tenkaku uppstod för att försvara friheten som Horai försökte ta ifrån dem. Tenkaku använde skepp som kallades Hitekkai för att slåss mot Horai men de misslyckades och den enda som överlever från Tenkaku är en person vid namn Shinra.
Han försökte än en gång slåss mot Horai men han blir nedskjuten och kraschar i en by vid namn Ikaruga. Byn beboddes av äldre personer som tagit avstånd från Horai. Shinra återhämtar sig och får ett skepp av byborna vid namn Ikaruga för att fortsätta slåss mot Horai.